# Xalkar-Ega-Kara
El Xalkar-Ega-Kara (Шалкар-Ега-Кара en rus) és un llac situat a l'est de l'óblast d'Orenburg (Rússia). És el llarg més gran de la província i es considera un monument natural hidrològic regional. El seu fons té forma de platet i un pendent molt poc pronunciat. La riba té una longitud total de 96 km. El llac s'asseca cada deu anys i es congela completament cada tres anys. De tant en tant, es fragmenta en unes quantes basses grans i moltes de petites. Quan passa això, el seu grau de mineralització puja a 4 g/L. S'hi troben carpins i altres peixos, a més a més de xatracs i altres ocells.